# Charles Hall Grandgent

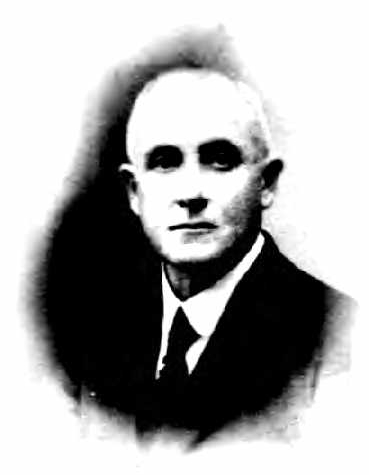
Charles Hall Grandgent, 1924

Charles Hall Grandgent  (* 14. November 1862 in Dorchester (Boston); † 11. September 1939 in Cambridge (Massachusetts)) war ein US-amerikanischer Romanist und Italianist.

## Leben und Werk
Grandgent studierte an der Harvard University und schloss 1883 ab. Er war zuerst Gymnasiallehrer. Von 1896 bis 1932 war er Professor für Romanistik an der Harvard University. Von 1902 bis 1911 war er Sekretär der Modern Language Association, 1912 ihr Präsident. 1913 wurde Grandgent in die American Academy of Arts and Sciences gewählt. 1923 wurde er bei ihrer Gründung Ehrenpräsident der American Association of Teachers of Italian. Seit 1929 war er Mitglied der American Philosophical Society.
Die Dante Society of America verleiht jährlich The Charles Hall Grandgent Award.

## Werke
- Italian grammar, Boston 1887, 1889, 1891, 1892, 1903, 1904; (mit Ernest Hatch Wilkins) 1915, 1944
- Vowel measurements, Baltimore 1890 (Publications of the Modern Language Association of America. Supplement to vol. V. no. 2, 1890, S. 148–174)
- (mit Richard Hochdörfer) German and English sounds, Boston 1892
- A Short French Grammar, Boston 1894, 1905
- English in America, in: Die Neueren Sprachen, 1895,  S. 443–467, 520–533
- The essentials of French grammar, Boston 1900, 1903, 1904, 1906, 1908
- Italian composition, Boston 1904
- An outline of the phonology and morphology of old provençal, Boston 1905
- An introduction to vulgar Latin, Boston 1907, New York 1962, Honolulu 2002 (italienisch: Mailand 1914, 1976, spanisch: Madrid 1928, 1952, 1963)
- (Hrsg.) Dante, La Divina Commedia, Boston 1911, 1933
- (mit Raymond Weeks und James W. Bright) The N.E.A. phonetic alphabet with a review of the Whipple experiments, Lancaster, Pa. 1912
- Dante, New York 1916, 1921 (Folcroft 1973), 1966; London 1920
- The Ladies of Dante’s lyrics, Cambridge, Mass. 1917
- The Power of Dante (Eight lectures), London/Cambridge, Mass. 1920
- Old and New. Sundry papers, Cambridge, Mass. 1920
- Discourses on Dante, Cambridge, Mass. 1924, New York 1970
- Getting a laugh, and other essays, Cambridge, Mass. 1924, 1952, Freeport, N.Y. 1971
- From Latin to Italian. An historical outline of the phonology and morphology of the Italian language, Cambridge, Mass. 1927, 1940
- Prunes and prism, with other odds and ends, Cambridge, Mass. 1928, Freeport, N.J. 1971
- The new world, Cambridge, Mass. 1929
- Imitation and other essays, Cambridge, Mass. 1933
- Companion to the Divine Comedy. Commentary, hrsg. von Charles S. Singleton, Cambridge, Mass. 1975
- (mit Ernest Hatch Wilkins and the staff of Research & Education Association)  Italian, Piscataway, N. J. 2002